# NOAA (satelita)

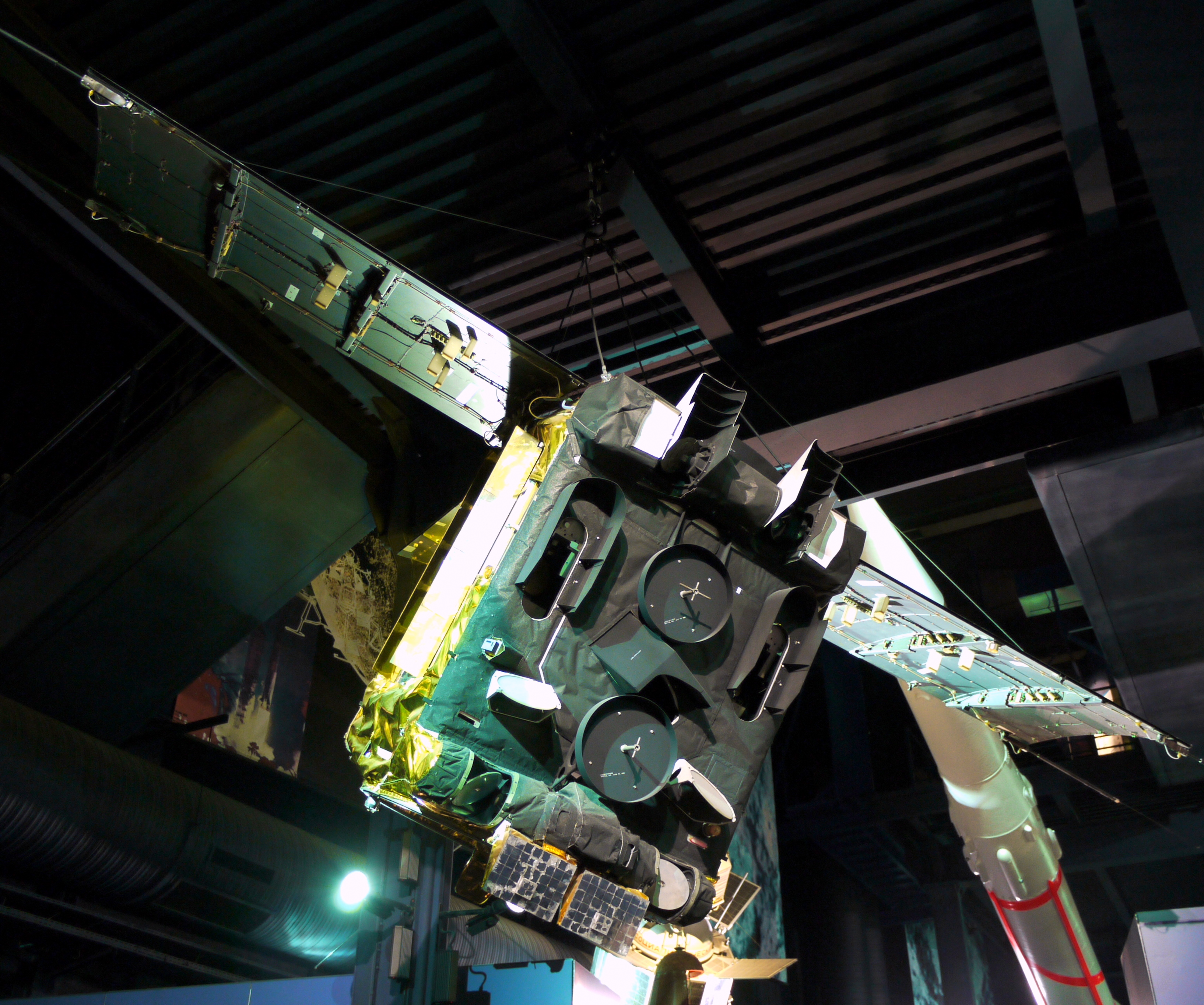
Satelita meteorologiczny ITOS NOAA (1970) Musée de l'Air et de l'Espace w Paryżu

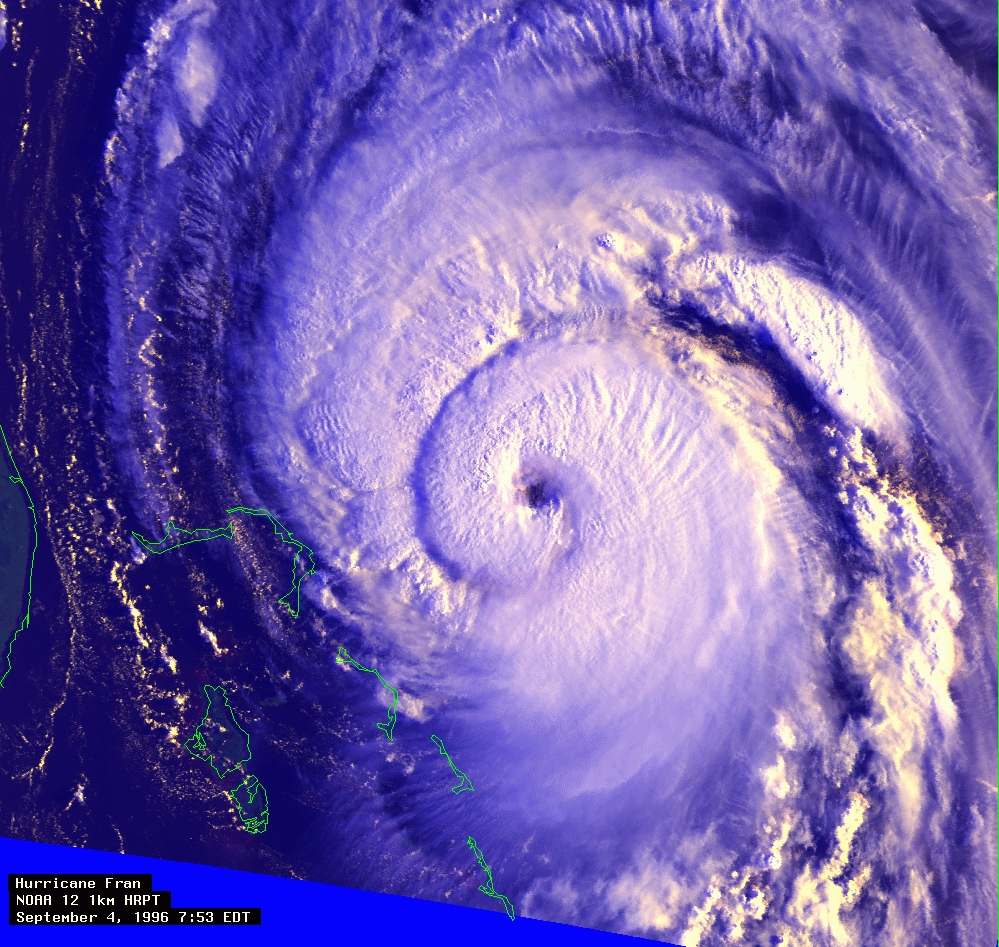
Przykładowy obraz otrzymany z satelity NOAA

NOAA – satelity meteorologiczne należące do amerykańskiej agencji NOAA, krążące po orbitach heliosynchronicznych, prawie biegunowych, na wysokości około 850 km. Wchodzą w skład systemu POES (Polar Operational Environmental Satellite). Są także wykorzystywane przez system ratownictwa Cospas-Sarsat. 
Ich najważniejszy przyrząd, radiometr AVHRR, wykonuje zdjęcia o dużej rozdzielczości w pięciu zakresach widma (zielony, czerwony, trzy pozostałe to różne rodzaje podczerwieni).
Satelity NOAA wykorzystują dwa systemy do przekazu sygnału na Ziemię. Pierwszy z nich to High Resolution Picture Transmission (HRPT) (zdjęcia wysokiej rozdzielczości), drugi to Automatic Picture Transmission (APT) (zdjęcia niskiej rozdzielczości).
Satelity NOAA przekazują zdjęcia satelitarne w sposób nieszyfrowany (APT), na częstotliwościach radiowych z zakresu 137-138 MHz. Można je odbierać nawet przy użyciu sprzętu radioamatorskiego. Taki dźwięk zapisany np. w formacie wave można przekształcić w zdjęcie satelitarne przy użyciu odpowiedniego oprogramowania. Odbiór zdjęć w systemie HRPT wymaga bardziej rozbudowanego sprzętu.

## Satelity serii NOAA
- NOAA 1 (ITOS-A) – wystrzelony 11 grudnia 1970, nieaktywny
- NOAA 2 (ITOS-D) – wystrzelony 15 października 1972, nieaktywny
- NOAA 3 (ITOS-F) – wystrzelony 6 listopada 1973, nieaktywny
- NOAA 4 (ITOS-G) – wystrzelony 15 listopada 1974, nieaktywny
- NOAA 5 (ITOS-H) – wystrzelony 29 lipca 1976, nieaktywny
- NOAA 6 (NOAA A) – wystrzelony 27 czerwca 1979, wyłączony 31 marca 1987
- NOAA B – wystrzelony 29 maja 1980, nie osiągnął planowanej orbity z powodu anomalii w pracy rakiety
- NOAA 7 (NOAA C) – wystrzelony 23 czerwca 1981, wyłączony w czerwcu 1986 w wyniku awarii zasilania
- NOAA 8 (NOAA E) – wystrzelony 28 marca 1983, uległ awarii 29 grudnia 1985
- NOAA 9 (NOAA F) – wystrzelony 12 grudnia 1984, pracował do 13 lutego 1998
- NOAA 10 (NOAA G) – wystrzelony 17 września 1986, pracował do 30 sierpnia 2001
- NOAA 11 (NOAA H) – wystrzelony 24 września 1988, nie pracuje od czerwca 2004
- NOAA 12 (NOAA D) – wystrzelony 14 maja 1991, wyłączony z użycia w sierpniu 2007 w związku ze zużyciem akumulatorów
- NOAA 13 (NOAA I) – wystrzelony 9 sierpnia 1993, uległ awarii 2 tygodnie po starcie
- NOAA 14 (NOAA J) – wystrzelony 30 grudnia 1994, nie pracuje od 23 maja 2007
- NOAA 15 (NOAA K) – wystrzelony 13 maja 1998, nadaje w APT na częstotliwości 137,620 MHz
- NOAA 16 (NOAA L) – wystrzelony 21 września 2000, misja zakończona 9 czerwca 2014[4]
- NOAA 17 (NOAA M) – wystrzelony 24 czerwca 2002, został wycofany w dniu 10 kwietnia 2013
- NOAA 18 (NOAA N) – wystrzelony 20 maja 2005, nadaje w APT na częstotliwości 137,9125 MHz
- NOAA 19 (NOAA N Prime) – wystrzelony 6 lutego 2009, nadaje na częstotliwości 137,100 MHz